# Роверкьяра
Роверкьяра (итал. Roverchiara) — коммуна в Италии, располагается в провинции Верона области Венеция.
Население составляет 2653 человека, плотность населения составляет 140 чел./км². Занимает площадь 19,78 км². Почтовый индекс — 37050. Телефонный код — 0442.
Покровителем коммуны почитается святой Зенон Веронский. Праздник ежегодно празднуется 21 мая.